# سيرجيو غالارزا
سيرجيو غالارزا (بالإسبانية: Sergio Galarza) (25 أغسطس 1975 بلاباز في بوليفيا - ) هو مدرب كرة قدم ولاعب كرة قدم بوليفي في مركز حراسة المرمى. شارك مع منتخب بوليفيا لكرة القدم. أما مع النوادي، فقد لعب مع نادي بوليفار ونادي خورخي ويلسترمان وكلوب أولويز ريدي وأورينتي بيتروليرو ونادي غوبيارا ونادي ريال سانتا كروز وSport Boys Warnes ‏ ونادي بلومينغ.

## روابط خارجية
- سيرجيو غالارزا على موقع إي إس بي إن إف سي (الإنجليزية)
- سيرجيو غالارزا على موقع قاعدة بيانات كرة القدم.إي يو (الإنجليزية)
- سيرجيو غالارزا على موقع ناشيونال فوتبول تيمز (الإنجليزية)
- سيرجيو غالارزا على موقع Soccerway.com (الإنجليزية)